# 구스타브 스벤손
칼 구스타프 요한 스벤손(스웨덴어: Karl Gustav Johan Svensson, 1987년 2월 7일 ~ )은 스웨덴의 축구 선수이다. 포지션은 수비형 미드필더이며, 현재 IFK 예테보리 소속이다.

## 클럽 경력
2001년에 IFK 예테보리 유스 팀에 입단했으며 2005년에 IFK 예테보리 성인 팀으로 승격되면서 알스벤스칸 무대에 데뷔했다. 2007 시즌에서는 IFK 예테보리의 알스벤스칸 우승에 기여했고 2008 시즌에서는 IFK 예테보리의 스벤스카 쿠펜 우승, 스벤스카 수페르쿠펜 우승에 기여했다.
2010년 9월에는 2009-10 터키 쉬페르리그 시즌 우승 클럽인 부르사스포르로 이적했다. 2012년 7월에는 우크라이나 프리미어리그에 참가하고 있던 축구 클럽인 SC 타우리야 심페로폴로 이적했지만 2014년 3월에 일어난 러시아의 크림반도 합병으로 인해 구단이 해체되면서 친정 팀인 IFK 예테보리로 복귀하게 된다.
2016년 1월에는 스벤예란 에릭손이 감독을 맡고 있던 중국 슈퍼리그의 광저우 푸리로 이적했지만 2017년 1월에 중국 축구 협회가 2017 중국 슈퍼리그 시즌부터 외국인 선수 출전 한도를 3명으로 제한하면서 구단을 떠나게 된다. 2017년 1월에는 미국 메이저 리그 사커의 시애틀 사운더스와의 계약을 체결했다.

## 국가대표 경력
2007년부터 2009년까지 스웨덴 U-21 축구 국가대표팀 선수로 활동했다. 2009년에 열린 미국, 멕시코와의 친선 경기에 처음 출전하면서 스웨덴 축구 국가대표팀 선수로 데뷔했지만 한동안 스웨덴 축구 국가대표팀에 발탁되지 않았다.
2017년부터 스웨덴 축구 국가대표팀의 감독을 맡고 있던 얀네 안데르손에 의해 스웨덴 축구 국가대표팀 선수로 발탁되었고 2018년 5월에는 러시아에서 개최된 2018년 FIFA 월드컵에 참가한 스웨덴 축구 국가대표팀 명단에 이름을 올렸다.

## 성적
IFK 예테보리
- 알스벤스칸 1회 우승 (2007)
- 스벤스카 쿠펜 2회 우승 (2008, 2014-15)
- 스벤스카 수페르쿠펜 1회 우승 (2008)